# Peplos
Peplos (grško ὁ πέπλος) je dolgo oblačilo, ki je bilo značilno oblačilo za ženske v antični Grčiji do 500 pr. n. št. (klasično obdobje). To je bila dolga, cevasta tkanina z zgornjim robom, ki je bil zapognjen navzdol na polovici, tako da je zgornji del visel pod pasom, spodnji del  pa je bil pri gležnju. Oblačilo je bilo nabrano okoli pasu, zapognjen zgornji rob pa pripet čez ramena. Zapognjen vrh je dajal videz drugega oblačila (kariatide imajo značilno draperijo). 
Peplos je bil okrašen in odprt na eni strani telesa, podobno kot dorski kiton. Ne smemo ga zamenjati z jonskim kitonom, pri katerem je bil kos tkanine preložen in sešit skupaj vzdolž daljše strani, da je oblikoval cev. Klasično oblačilo je prikazano v grškem vaznem slikarstvu iz 5. stoletja pred našim štetjem in v metopah templjev v dorskem slogu.
Špartanske ženske so dlje v zgodovini nosile peplos kot druge grške kulture, zaradi česar so jih drugi Grki imenovali phainomērídes (φαινομηρίδες – fajnomeride, kazalke stegen).

## Obredi
Na zadnji dan pianopsij so svečenice Atene Polias in arefore, skupine deklet, ki so bile izbrane za pomoč pri izdelavi svetega peplosa, postavile tuljavo, na kateri naj bi ergastine, druge skupine deklet tkale ogromen peplos. To so bila dekleta, ki so se odločila, da bodo približno devet mesecev pripravljala sveta oblačila. Tema tkanja je bila, kako je Atena premagala Enkelada in Olimpijci Gigante. Oblačila na kipu so zamenjali vsako leto med praznovanjem.
Peplos je imel posebno vlogo na atenskem velikem panatenejskem festivalu. Devet mesecev pred festivalom, na festivalu umetnosti in obrti naj bi mlade ženske začele izdelovati poseben peplos. Ta peplos je bil postavljen na kip Atene med festivalsko procesijo. Na njem so bili vtkani miti in zgodbe, tkanina je bila običajno vijolične in žafranasto rumene barve.
- Kore v peplosu, okoli 530 pr. n. št.
- Atena, oblečena v luksuzen peplos, 5. st. pr. n. št.
- Nike je oblečena v peplos na vrhu kitona, druga četrtina 5. st. pr. n. št.
- Ženska ima naborek peplosa čez glavo, 2. st. pr. n. št.

## Današnja moda
Peplos je v sodobnem času večkrat oživel zaradi dolgoletnega občudovanja grške kulture. Ženske so v regentskem obdobju nosile prosojne obleke v skladu z neoklasicistično arhitekturo in notranjostjo, ki je dajala prednost belemu marmorju in bledim pastelnim barvam. Od petdesetih do sedemdesetih let dvajsetega stoletja so klasične navdihnjene obleke postale del glavne britanske in ameriške mode zaradi naraščajoče priljubljenosti italijanskih plesnih filmov in počitnic v Sredozemlju. Ti so bili znova oživljeni v devetdesetih in v letu 2010 zaradi nostalgije po obdobju diskotek in starem hollywoodskem sijaju.